# Municipio de Apače
Apače es un municipio de Eslovenia. Se encuentra en la región tradicional de la Baja Estiria y pertenece a la región estadística de Pomurska. Su capital es la villa de Apače.
En 2016 tiene 3581 habitantes.
El municipio comprende los pueblos de Apače (la capital municipal), Črnci, Drobtinci, Grabe, Janhova, Lešane, Lutverci, Mahovci, Nasova, Novi Vrh, Plitvica, Podgorje, Pogled, Segovci, Spodnje Konjišče, Stogovci, Vratja vas, Vratji Vrh, Zgornje Konjišče, Žepovci y Žiberci.